# Dionísio
Dionísio är en kommun i Brasilien.   Den ligger i delstaten Minas Gerais, i den sydöstra delen av landet, 700 km sydost om huvudstaden Brasília. Antalet invånare är 8 739.
Omgivningarna runt Dionísio är huvudsakligen savann. Runt Dionísio är det ganska glesbefolkat, med 31 invånare per kvadratkilometer.